# Martin Scherb
Martin Scherb (* 23. Juni 1969 in St. Pölten) ist ein ehemaliger österreichischer Fußballspieler und nunmehriger -trainer.

## Karriere

### Als Spieler
Als Spieler war er bei den Vereinen SC St. Pölten, FC Sturm 19 St. Pölten, SC Amaliendorf, SV Gmünd, SC Herzogenburg und 1. SV Maria Anzbach tätig.

### Als Trainer
Ab 2000 war er Spezialtrainer an der Fußballakademie St. Pölten sowie ab 2004 auch U-15 Landesverbandstrainer. Ebenso war er Funktionär für die Jugendtrainerausbildung beim Niederösterreichischen Fußballverband. Nach dem Rücktritt von Walter Hörmann wurde er am 7. Jänner 2007 Trainer des damaligen Regionalligisten SKN St. Pölten. Unter Trainer Scherb, der sein Amt am 7. Jänner 2007 antrat, gelang 2008 der Meistertitel in der Regionalliga Ost und damit der Aufstieg in die erste Liga.
Am 1. September 2013 wurde, nach fünf Niederlagen in Folge, die Beurlaubung von Trainer Martin Scherb bekanntgegeben.
Im Dezember 2016 wurde er Trainer des Bundesligisten SCR Altach. Im Mai 2017 trennte sich Altach von Scherb, nachdem man auf den vierten Platz abgerutscht war.
Seit 1. Jänner 2018 ist er beim ÖFB und übernahm das Amt des Teamchefs der U-15- und U-19-Nationalmannschaft.
Mit 1. Juli 2018 übernahm er die U-16-Nationalmannschaft. Des Weiteren ist er Stützpunktkoordinator des ÖFB.

## Privates
Er ist verheiratet und hat mit seiner Frau Gerlinde (* 1969) zwei Töchter. Beruflich ist er als teilzeitbeschäftigter Beamter beim niederösterreichischen Landesschulrat tätig. Zudem war er Experte beim Pay-TV-Sender Sky Österreich.